# Chocolat au lait
Cet article court présente un sujet plus développé dans : chocolat.

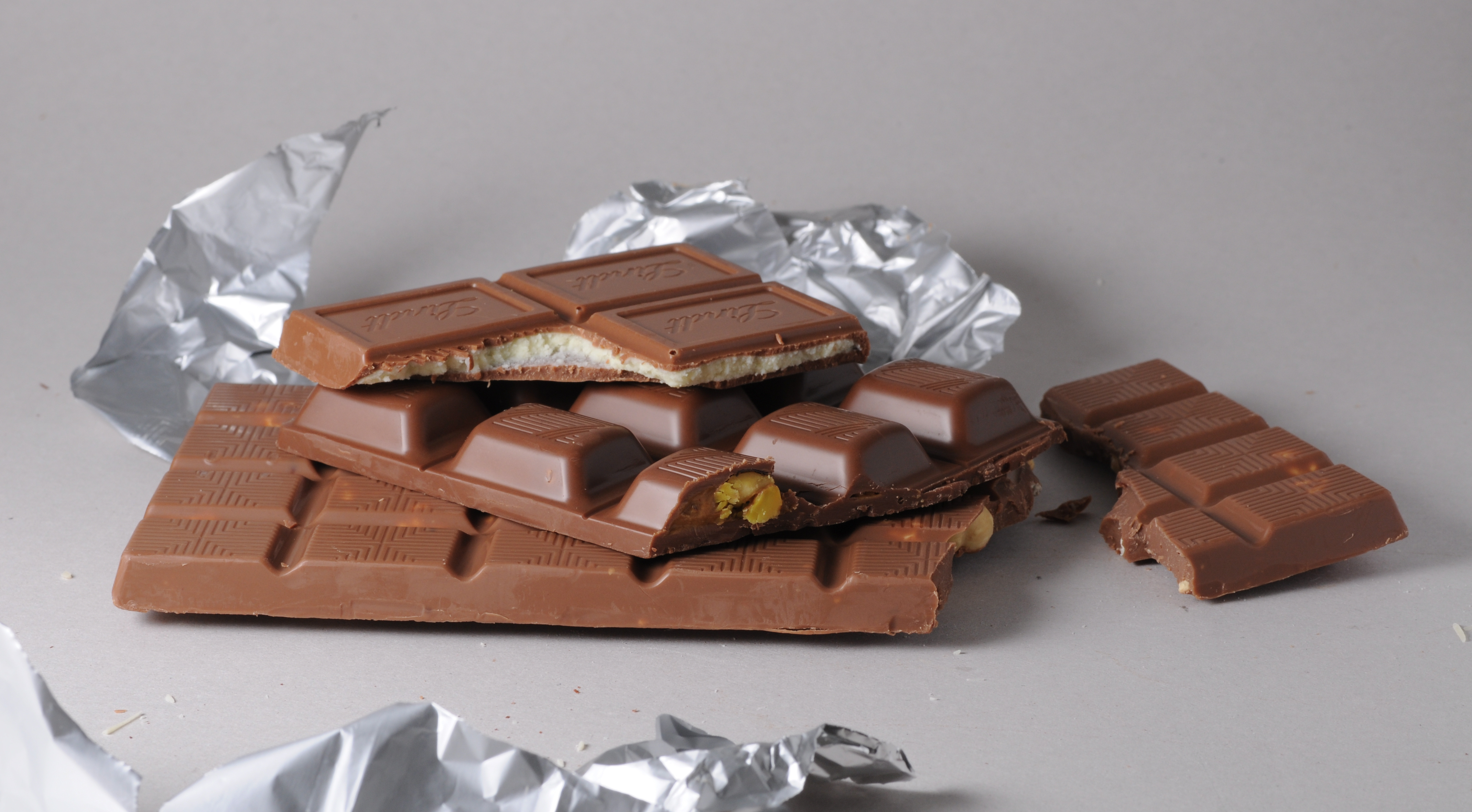
Du chocolat au lait.

Le chocolat au lait est un chocolat contenant usuellement entre 25 % et 40 % de cacao et de beurre de cacao (mais parfois jusqu'à 65 % de cacao), du lait généralement sous forme de lait en poudre, ainsi que du sucre. Le chocolat au lait a été inventé en 1875 par Daniel Peter à Vevey en Suisse,.

## Composition
| Composant             | Quantité   |
| --------------------- | ---------- |
| Eau                   | < 1 g      |
| Protides              | 7-11 g     |
| Lipides               | 30-33 g    |
| Glucides              | 50-60 g    |
| Glucides assimilables | 54 g       |
| K cal                 | 520-570    |
| Minéraux              | 2,2 g      |
| *Calcium              | 180-200 mg |
| *Magnésium            | 60-90 mg   |
| *Potassium            | 470 mg     |
| *Sodium               | 58 mg      |
| *Phosphore            | 242 mg     |
| *fer                  | 2 mg       |
| Zinc                  | 0,2 mg     |
| Cuivre                | 2 mg       |
| Acide Oxalique        | 60 mg      |
| Théobromine           | 100-300 mg |
| Caféine               | 20 mg      |
| Vitamine B1           | 0,11 mg    |
| Vitamine B2           | 0,37 mg    |
| Vitamine B3           | 0,46 mg    |
| Vitamine B6           | 0,11 mg    |
| Vitamine B9           | 10 µg      |